# Centimètre cube
Le centimètre cube (symbole : cm3) est l'unité de mesure de volume du système CGS (1 mL = 1 ml = 1 mℓ = 1 cm3, voir symboles du litre)
Un centimètre cube est le volume occupé par un cube d'un centimètre de côté (un millilitre).
De même, le décimètre cube (qui représente le même volume qu'un litre) est le volume d'un cube d'un décimètre d'arête et le mètre cube celui d'un cube d'un mètre d'arête.
Un décimètre cube est mille fois plus petit qu'un mètre cube et un centimètre cube est un million de fois plus petit qu'un mètre cube.

## Abréviation
L’abréviation «cc» n’est pas celle de «centimètre cube» mais celle de l’anglais «cubic centimeter» (centicube en français), souvent prononcée telle quelle [cécé]. Son utilisation est prohibée, y compris dans les pays anglophones, par le «Système international d'unités» déterminé par le Bureau international des poids et mesures, seul organisme compétent en la matière. 
De nombreuses disciplines scientifiques ont remplacé les mesures en centimètres cubes par des millilitres, mais aux États-Unis les domaines médical et automobile utilisent encore le terme «centimètre cube». Une grande partie de l'industrie automobile en dehors des États-Unis est passée en litres. Le Royaume-Uni utilise des millilitres de préférence aux centimètres cubes dans le domaine médical, mais pas dans l'automobile. La plupart des autres pays anglophones suivent l'exemple britannique.
Il y a actuellement un mouvement dans le domaine médical pour arrêter l'utilisation de «cc» dans les prescriptions et les documents médicaux, car il peut être interprété à tort comme «00». Cela pourrait entraîner une surdose au centuple de médicaments ce qui pourrait être dangereux ou même mortel. Aux États-Unis, une telle confusion représente 12,6% de toutes les erreurs associées aux abréviations médicales
Le Système international d'unités impose les symboles m3, dm3, cm3, mm3, etc., quelle que soit la langue. L’usage de l'abréviation «cc», fort répandu notamment dans les milieux de la médecine, n'est pas conforme au Système international.